# Конгер
Конгер, или атлантический конгер, или морской угорь (лат. Conger conger) — рыба семейства конгеровых (Congridae).

## Описание
Конгер значительно крупнее и тяжелее, чем речной угорь. Самки могут быть длиной до 2,40 м, реже до 3 м, и весить свыше 100 кг, самцы достигают максимальной длины 1,30 м, их средний размер гораздо меньше. Диаметр тела составляет более 20 см. Голова и рот также значительно крупнее.
Тело длинное, змеевидное, лишено чешуи. Голова несколько уплощена. Большой рот с толстыми губами расположен на конце рыла. На обеих челюстях расположено по два ряда зубов. Внешние ряды больших близкосидящих зубов, имеющих форму резцов, образуют режущие кромки. Во внутренних рядах зубы мелкие, конические, остроконечные. Имеются крупные конические зубы на нёбе и сошнике. Длинный спинной плавник с 275—300 мягкими лучами начинается за грудными плавниками. Спинной и анальные плавники сливаются с хвостовым плавником. Грудные плавники заострённые. Боковая линия проходит вдоль всего тела. Позвонков 153—164.
Окраска тела тёмно-серая или коричневая, брюхо светло-коричневое или золотистое. Спинной и анальный плавники светло-коричневые с чёрной каймой. Поры боковой линии белые.

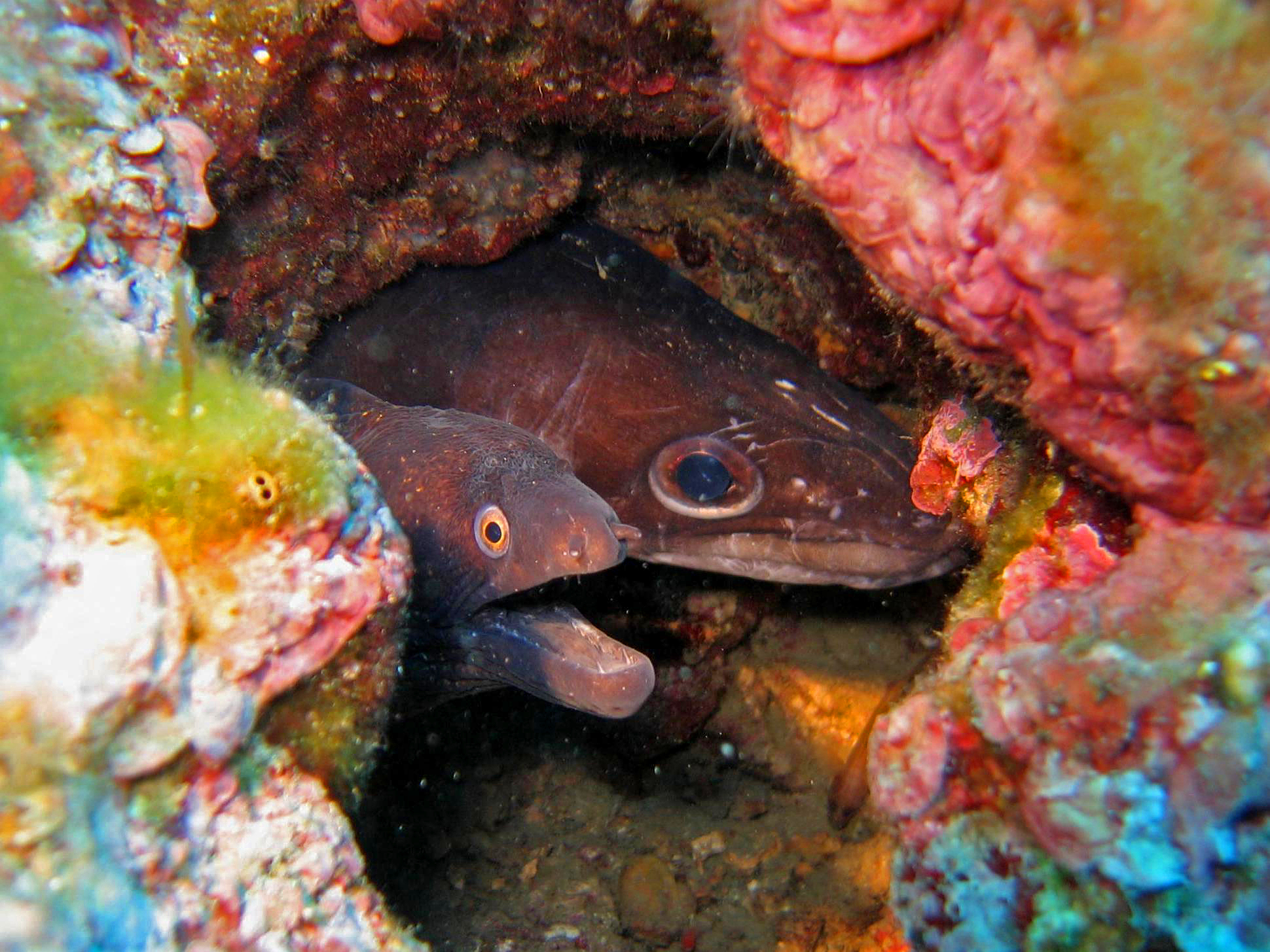
Мурена и конгер в одном укрытии

## Распространение
Конгер обитает в восточной Атлантике от Западной Африки до Бискайского залива и в Средиземном море. Иногда вид можно встретить также в Северном море до Фарерских островов и юга Норвегии. Редок в Чёрном море.
Встречается как у берегов, так и в открытом море на глубинах от 0 до 500 м.
В Ионическом море встречается на глубинах от 300 до 1171 м.

## Питание
Конгер питается рыбами, такими как треска, серебристая сайда и сайда, а также головоногими моллюсками и ракообразными.

## Размножение
Созревают в возрасте 5—15 лет. Нерестятся летом в восточной части Атлантического океана и в Средиземном море на глубинах более 3000 м. После нереста погибают. Плодовитость 3—8 млн икринок. Икра мелкая, плавучая.
Прозрачные, плоские личинки (лептоцефалы), длиной 16 см, в течение 1—2 лет дрейфуют в поверхностных слоях воды.

## Хозяйственное значение
Ценная промысловая рыба. Мировые уловы в 1996—2012 гг. варьировали от 13,2 до 19,5 тыс. тонн. Промысел ведётся донными тралами и ярусами.
Реализуется в свежем и мороженом виде. Мясо вкусное, пригодно для копчения. Используется для приготовления консервов. Как и у многих угреобразных, в крови конгера содержатся ядовитые вещества, разрушающиеся при нагревании, под действием кислот и щелочей. Ядовитые свойства проявляются только при инъекции кровяной сыворотки этих рыб. В связи с этой особенностью конгер считается пассивно ядовитой рыбой.